# Tử Quan

Vị trí tại Cao Hùng

Tử Quan (tiếng Trung: 梓官區; bính âm: Zǐguān Qū) là một khu (quận) của thành phố Cao Hùng, Trung Hoa Dân Quốc (Đài Loan). Quận có địa hình bằng phằng và phát triển về nông nghiệp và thủy sản, nhất là sản phẩm rau xanh. Tử Quan có diện tích 11,5967 km², dân số vào tháng 8 năm 2011 là 36.604 người thuộc 12.128 hộ gia đình, mật độ cư trú đạt 3156,4 người/km².